# 米納斯縣

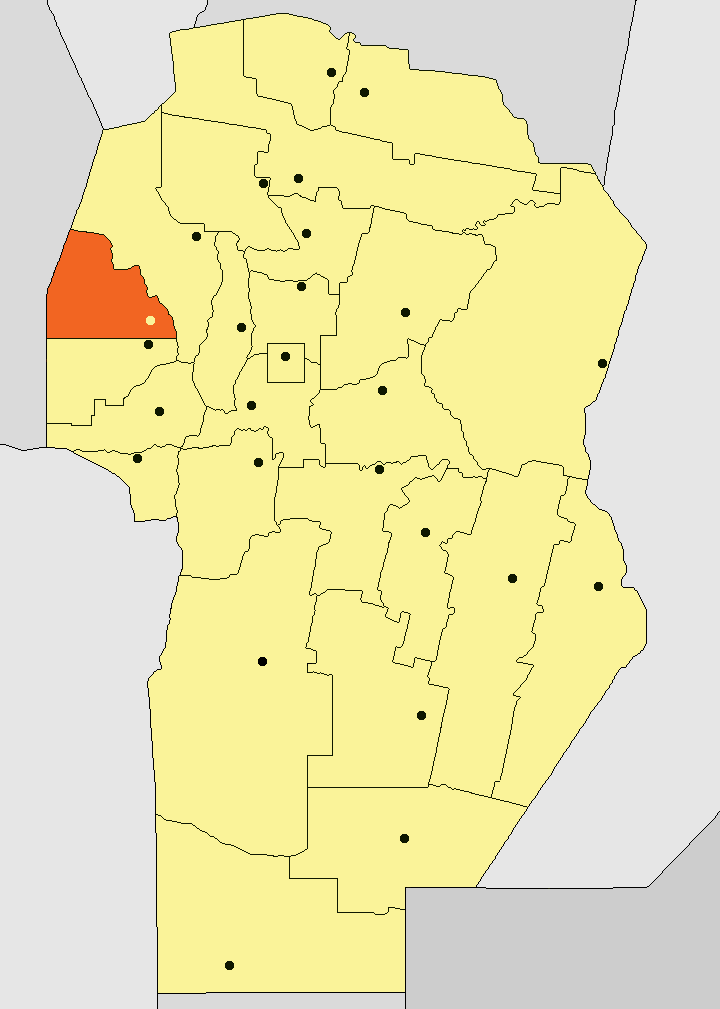

31°11′S 65°5′W / 31.183°S 65.083°W
米納斯縣（西班牙語：Departamento Minas），是阿根廷的縣份，位於該國中部科爾多瓦省，首府設於聖卡洛斯米納斯，面積3,730平方公里，2010年人口4,727，人口密度每平方公里1.27人。